# Trường đua Silverstone
Trường đua Silverstone (tiếng Anh Silverstone Circuit) là một trường đua xe chuyên dụng nằm ở làng Silverstone, hạt Northamptonshire, Vương quốc Anh. Trường đua hiện đang đăng cai hai chặng đua GP Anh của giải đua Công thức 1 và MotoGP Anh của giải đua MotoGP.

## Lịch sử
Năm 1950, Silverstone là trường đua đăng cai chặng đua F1 đầu tiên trong lịch sử với chiến thắng thuộc về huyền thoại Giuseppe Farina. Cho đến năm 1986 thì trường đua luân phiên tổ chức chặng đua GP Anh với các trường đua khác. Từ năm 1987 đến nay, trường đua giành được quyền đăng cai F1 hàng năm.
Silverstone cũng là trường đua đầu tiên tổ chức chặng đua MotoGP Anh vào năm 1977 và giữ quyền tổ chức đến năm 1986. Từ năm 2010, trường đua giành lại quyền tổ chức chặng đua này từ tay trường đua Donington Park.
Năm 2018, do trời mưa lớn nên cuộc đua MotoGP bị hủy bỏ.Năm 2020, do ảnh hưởng của đại dịch COVID-19 nên trường đua Silverstone được đăng cai thêm 1 chặng đua Công thức 1 bên cạnh chặng đua GP Anh truyền thống. Đó là chặng đua kỷ niệm 70 năm để kỷ niệm 70 năm sự kiện chặng đua F1 đầu tiên trong lịch sử được tổ chức ở Silverstone hồi năm 1950, người chiến thắng chặng đua kỷ niệm này là Max Verstappen. Ngược lại thì chặng đua MotoGP Anh đã bị hủy.
Năm 2021, chặng đua GP Anh là chặng đua đầu tiên trong lịch sử tổ chức phiên chạy phân hạng Sprint-race, người chiến thắng phiên chạy này là Max Verstappen, còn người chiến thắng cuộc đua chính là Lewis Hamilton cho dù tay đua nước chủ nhà bị phạt 10 giây vì đã gây tai nạn khiến Verstappen phải bỏ cuộc.

## Các kỷ lục vòng chạy
| Giải đua                                           | Tay đua                                    | Xe                                         | Thời gian                                  | Sự kiện                                            |
| Kiểu đường Grand Prix (2011–nay): 5.891 km         | Kiểu đường Grand Prix (2011–nay): 5.891 km | Kiểu đường Grand Prix (2011–nay): 5.891 km | Kiểu đường Grand Prix (2011–nay): 5.891 km | Kiểu đường Grand Prix (2011–nay): 5.891 km         |
| -------------------------------------------------- | ------------------------------------------ | ------------------------------------------ | ------------------------------------------ | -------------------------------------------------- |
| F1                                                 | Max Verstappen                             | Red Bull Racing RB16                       | 1:27.097                                   | 2020 British Grand Prix                            |
| LMP1                                               | Mike Conway                                | Toyota TS050 Hybrid                        | 1:37.289                                   | 2019 4 Hours of Silverstone                        |
| Formula 2                                          | Guanyu Zhou                                | Dallara F2 2018                            | 1:38.182                                   | 2019 Silverstone Formula 2 round                   |
| GP2                                                | Mitch Evans                                | Dallara GP2/11                             | 1:42.297                                   | 2014 Silverstone GP2 Series round                  |
| Formula Renault 3.5 Series                         | Matthieu Vaxivière                         | Dallara T12                                | 1:43.000                                   | 2015 Silverstone Formula Renault 3.5 Series round  |
| LMP2                                               | Giedo van der Garde                        | Oreca 07                                   | 1:43.404                                   | 2019 4 Hours of Silverstone                        |
| Formula 3                                          | Logan Sargeant                             | Dallara F3 2019                            | 1:45.692                                   | 2019 Silverstone Formula 3 round                   |
| Auto GP                                            | Kimiya Sato                                | Lola B05/52                                | 1:46.942                                   | 2013 Silverstone Auto GP round                     |
| GP3                                                | Callum Ilott                               | Dallara GP3/13                             | 1:47.096                                   | 2018 Silverstone GP3 round                         |
| F2 (2009-2012)                                     | Luciano Bacheta                            | Williams JPH1                              | 1:49.117                                   | 2012 Silverstone FTwo round                        |
| Formula 4                                          | Kaylen Frederick                           | Tatuus MSV F4-016                          | 1:54.406                                   | 2020 Silverstone BRDC British F3 round             |
| LMP3                                               | Mikkel Jensen                              | Ligier JS P3                               | 1:55.016                                   | 2019 ELMS 4 Hours of Silverstone                   |
| LM GTE                                             | Davide Rigon                               | Ferrari 488 GTE Evo                        | 1:55.762                                   | 2019 4 Hours of Silverstone                        |
| Formula Renault 2.0                                | Aleksandr Vartanyan                        | Tatuus FR2.0/13                            | 1:56.052                                   | 2018 Silverstone Formula Renault Eurocup round     |
| W Series                                           | Alice Powell                               | Tatuus F3 T-318                            | 1:58.094                                   | 2021 Silverstone W Series round                    |
| GT3                                                | Norbert Siedler                            | Lamborghini Huracán GT3 Evo                | 1:58.165                                   | 2019 Silverstone International GT Open round       |
| LMPC                                               | Phil Keen                                  | Oreca FLM09                                | 1:58.924                                   | 2011 6 Hours of Silverstone                        |
| GT1                                                | Michael Krumm                              | Nissan GT-R GT1                            | 2:00.396                                   | 2011 RAC Tourist Trophy                            |
| Kiểu đường Motorcycle (2010–nay): 5.900 km         |                                            |                                            |                                            |                                                    |
| MotoGP                                             | Marc Marquez                               | Honda RC213V                               | 1:59.936                                   | 2019 British motorcycle Grand Prix                 |
| Moto2                                              | Augusto Fernández                          | Kalex Moto2                                | 2:04.835                                   | 2019 British motorcycle Grand Prix                 |
| World SBK                                          | Sylvain Guintoli                           | Aprilia RSV4 Factory                       | 2:05.083                                   | 2013 Silverstone World SBK round                   |
| British Superbike                                  | James Ellison                              | Kawasaki Ninja ZX-10R                      | 2:05.267                                   | 2015 Silverstone BSB round                         |
| World SSP                                          | Sam Lowes                                  | Yamaha YZF-R6                              | 2:08.027                                   | 2013 Silverstone World SSP round                   |
| Moto3                                              | Tatsuki Suzuki                             | Honda NSF250RW                             | 2:12.140                                   | 2019 British motorcycle Grand Prix                 |
| Kiểu đường Grand Prix (2010): 5.901 km             |                                            |                                            |                                            |                                                    |
| F1                                                 | Fernando Alonso                            | Ferrari F10                                | 1:30.874                                   | 2010 British Grand Prix                            |
| GP2                                                | Sergio Pérez                               | Dallara GP2/08                             | 1.41.610                                   | 2010 British GP2 round                             |
| LMP1                                               | Nicolas Lapierre                           | Peugeot 908 HDi FAP                        | 1:44.338                                   | 2010 1000 km of Silverstone                        |
| Formula Renault 3.5 Series                         | Jon Lancaster                              | Dallara T08                                | 1:48.165                                   | 2010 Silverstone Formula Renault 3.5 Series round  |
| GP3                                                | Daniel Morad                               | Dallara GP3/10                             | 1:52.955                                   | 2010 British GP3 round                             |
| Formula 3                                          | James Calado                               | Dallara F308                               | 1:54.731                                   | 2010 1st Silverstone British F3 round              |
| GT1                                                | Frédéric Makowiecki                        | Aston Martin DBR9                          | 2:00.548                                   | 2010 RAC Tourist Trophy                            |
| Formula Renault 2.0                                | Carlos Sainz Jr.                           | Barazi-Epsilon FR2.0-10                    | 2:01.041                                   | 2010 Silverstone Eurocup Formula Renault 2.0 round |
| Kiểu đường National (1997–present): 2.639 km       |                                            |                                            |                                            |                                                    |
| British Superbike                                  | Jason O'Halloran                           | Yamaha YZF-R1                              | 53.342                                     | 2020 Silverstone BSB round                         |
| British Superkart                                  | Gavin Bennett                              | Anderson Division 1 Superkart              | 54.497                                     | 2012 MSA British Superkart Round                   |
| Formula 4                                          | Louis Foster                               | Mygale M14-F4                              | 56.398                                     | 2019 Silverstone British F4 round                  |
| BTCC                                               | Colin Turkington                           | BMW 330i M Sport BTCC                      | 57.687                                     | 2019 Silverstone BTCC round                        |
| Kiểu đường Bridge Grand Prix (1997–2010): 5.141 km |                                            |                                            |                                            |                                                    |
| F1                                                 | Michael Schumacher                         | Ferrari F2004                              | 1:18.739                                   | 2004 British Grand Prix                            |
| GP2                                                | Lucas di Grassi                            | Dallara GP2/08                             | 1.29.069                                   | 2009 Silverstone GP2 Series round                  |
| LMP1                                               | Pedro Lamy                                 | Peugeot 908 HDi FAP                        | 1:31.166                                   | 2008 1000 km of Silverstone                        |
| Superleague Formula                                | Sébastien Bourdais                         | Panoz DP09                                 | 1:32.818                                   | 2010 Silverstone Superleague Formula round         |
| Formula Renault 3.5 Series                         | Salvador Durán                             | Dallara T08                                | 1:35.130                                   | 2008 Silverstone Formula Renault 3.5 Series round  |
| LMP2                                               | Peter van Merksteijn Sr.                   | Porsche RS Spyder Evo                      | 1:35.675                                   | 2008 1000 km of Silverstone                        |
| F2 (2009-2012)                                     | Philipp Eng                                | Williams JPH1                              | 1.38.733                                   | 2010 Silverstone FTwo round                        |
| F3000                                              | Tomáš Enge                                 | Lola B02/50                                | 1:38.384                                   | 2004 Silverstone F3000 round                       |
| Euroseries 3000                                    | Giacomo Ricci                              | Lola B02/50                                | 1:38.752                                   | 2006 Silverstone Euroseries 3000 round             |
| Formula 3                                          | Jean-Éric Vergne                           | Dallara F308                               | 1:41.235                                   | 2010 2nd Silverstone British F3 round              |
| GT1                                                | Uwe Alzen                                  | Porsche 911 GT1-98                         | 1:42.719                                   | 1998 FIA GT Silverstone 500km                      |
| Formula Renault 2.0                                | Mathieu Arzeno                             | Tatuus FR2000                              | 1:47.205                                   | 2008 Silverstone Eurocup Formula Renault 2.0 round |
| N-GT                                               | Stéphane Ortelli                           | Porsche 911 (996) GT3-RS                   | 1:54.677                                   | 2002 FIA GT Silverstone 500km                      |
| Kiểu đường International (1997–2009): 3.619 km     |                                            |                                            |                                            |                                                    |
| Formula 3                                          | Nicolas Minassian                          | Dallara F397                               | 1:14.929                                   | 1997 1st Silverstone British F3 round              |
| GT1                                                | Darren Turner                              | Aston Martin DBR9                          | 1:17.490                                   | 2005 FIA GT Tourist Trophy                         |
| GT2                                                | Mike Rockenfeller                          | Porsche 911 (996) GT3-RSR                  | 1:21.483                                   | 2005 FIA GT Tourist Trophy                         |
| WTCC                                               | Andy Priaulx                               | BMW 320i                                   | 1:26.730                                   | 2005 FIA WTCC Race of UK                           |